# Modernidade reflexiva
Modernidade reflexiva é um termo utilizado por autores como Anthony Giddens, Ulrich Beck e Scott Lash  para caracterizar a sociedade pós-moderna ou contemporânea. A ideia de pós-modernidade carrega em si uma ambigüidade: de um lado, senso de fim de uma época; e de outro, senso de um novo começo. O conceito de reflexividade é central para estes autores, que caracterizam a nova fase da modernidade como reflexiva. A reflexividade representa assim uma possibilidade de reinvenção da modernidade e de suas formas industriais. Por meio da radicalização da modernidade, abrem-se caminhos para uma nova modernidade. O que a modernização reflexiva traz é a ideia que muitas modernidades são possíveis, em oposição à ideia fatalista de que só existe uma forma de modernidade: a da sociedade industrial.
O termo modernidade reflexiva, proposto por Giddens, Beck e Lash no livro Modernização Reflexiva visa se debruçar sobre as transformações do mundo atual, o processo de crise e as consequências advindas delas. Acentua a ideia de que vivemos em um mundo cada vez mais reflexivo, que estimula a crítica ativa e autoconfrontação. A modernidade reflexiva envolveria um processo de individualização e de destradicionalização em que a tradição muda seu status e é constantemente contestada. 
Os autores remetem a ideia de que o mundo social e natural está totalmente influenciado pelo conhecimento humano reflexivo, dando origem a uma ideia de crise ecológica, de imprevisibilidade e de risco - noção que cada vez mais se torna importante na cultura moderna. Pressupõe que a sensibilidade reflexiva se encontra na vida cotidiana e é derivada da sensibilidade estética ou hermenêutica. Considera que a modernidade seria marcada tanto pela penetração da visão de mundo analítica e científica nas grandes massas, como pressupõe, mas é também configurada pela difusão da sensibilidade do modernismo estético pelo público leigo. A teoria da modernização reflexiva considera que as decisões políticas de mais influência sobre as vidas cotidianas  não derivam mais da esfera ortodoxa da tomada de decisão - o sistema político formal, mas adviria das esferas informais, da politização do não-político. Essa teoria nega, portanto, a suposta paralisia da vontade política.  
A obra Modernização Reflexiva não se limita a apresentar três ensaios independentes a respeito da modernidade. Ao final do livro, cada autor responde aos outros dois, neste sentido a seção denominada “réplicas e críticas” apresenta-se como uma clara atitude em demonstrar que as diferenças teóricas entre os autores, não se sobrepõe a possibilidade de realizar um diálogo construtivo sobre o conceito de reflexividade. 

## A Reflexividade em Ulrich Beck
O sociólogo alemão Ulrich Beck aponta o desmoronamento do sistema da sociedade industrializada não como o fim da sociedade industrial/moderna, mas como possibilidade de reinvenção da civilização. O desmoronamento ou crise do sistema da sociedade industrial está relacionado com a emergência do segundo lado da modernização. Até então a modernidade era sinônimo de progresso, inovação e de esperança de um futuro melhor. Neste momento, os possíveis efeitos e ameaças da industrialização não representavam uma questão/problema. No entanto, quando os perigos gerados pela sociedade industrial começam a aparecer, seus aspectos passam a ser vistos como problemáticos. Beck caracteriza este estágio da modernidade, no qual as ameaças tornam-se explícitas como: Sociedade do Risco.
Segundo o autor, a transformação da sociedade ocorre sem intencionalidade e interferência política, já que a transição para a fase de risco se dá de forma indesejada e despercebida. A fase da modernização reflexiva emerge de maneira silenciosa, por meio de pequenas medidas com grandes efeitos cumulativos. Desta forma, a sociedade de risco não é uma opção e sim uma continuidade da sociedade industrial.
Pouco a pouco, as ameaças produzem questionamentos que acabam por destruir as bases da sociedade industrial. Ou seja, no momento em que a modernidade “se olha no espelho” e reflete sobre suas próprias bases, surge a fase de modernização reflexiva.
A tomada de consciência das ameaças produzidas pela própria sociedade abala a crença na ordem social, ou seja, abala a confiança nas instituições modernas, que não dão mais conta de resolver os problemas. A sociedade de risco neste sentido é reflexiva, pois se torna um tema e um problema para si própria.
A crise institucional da sociedade industrial é expressa pela impossibilidade de controlar as ameaças e perigos, o que gera ruptura e conflito no interior da modernidade. O desejo que as situações cotidianas sejam controláveis pela racionalidade é questionado pela sociedade de risco que mostra o lado imprevisível, e traz a tona o reino da incerteza. Beck (1997) afirma que “A reflexividade e a impossibilidade de controle do desenvolvimento social invadem as sub-regiões individuais, desconsiderando jurisdições, classificações e limites regionais, nacionais, políticos e científicos” (pg.22).
No momento em que a incerteza invade todos os aspectos da vida social, o contexto torna-se favorável para críticas. Na modernização reflexiva surge a base para a crítica autônoma, já que não existe um objeto definido.
Nesta nova fase da sociedade industrial, caracterizada pela reflexividade, as condutas e situações cotidianas não são mais moldadas pela tradição (Anthony Giddens, 1997). Neste contexto, o indivíduo emerge como ator, planejador e diretor da sua própria vida. Desta forma é no momento de desintegração das certezas e na buscas por encontrar e criar novas, que ocorre o processo de individualização.  A individualização não é livre decisão dos indivíduos. Jean Paul Sartre (apud Beck, 1997) afirma que “as pessoas são condenadas a individualização”. Individualização implica na dependência em relação aos processos decisórios.
O processo de individualização não se restringe ao privado, tornando-se público em um novo sentido. O político invade arenas além das responsabilidades e hierarquias formais. Decisões políticas não podem mais ser simplesmente aceitas, é preciso formá-las, construí-las e refletir sobre elas. Desta forma, a política começa a determinar a política, onde a política da política tem como consequência a reinvenção do político. O renascimento de uma subjetividade política é chamado por Beck de subpolítica.
Na modernidade simples política é sinônimo de deixar a esfera privada e caminhar para a publica; na modernidade reflexiva é possível permitir a invasão do político na esfera privada. Nesta perspectiva, o autor aponta o indivíduo e suas ações cotidianas como novas possibilidades de ação política (subpolíticas). O conceito clássico de política como sinônimo de dedicação a esfera publica é expandido, e emerge na sociedade contemporânea a invasão da política na vida cotidiana (esfera privada).
O que é central para a política atual é a capacidade de auto-organização, que significa a subpolitização (reflexiva) da sociedade. As novas tarefas não podem ser executadas por velhas formas. “Subpolítica, então, significa moldar a sociedade de baixo para cima” (BECK, 1997, pg.35).

## A Reflexividade em Scott Lash
Para Scott Lash, a reflexividade na modernidade não seria somente conceitual, como prevêem os teóricos da reflexividade cognitiva, e nem mimética, como pressupõem os teóricos da reflexividade estética, mas se tornaria evidente por meio de práticas compartilhadas, que seriam as condições de existência das comunidades na alta modernidade. O sociólogo atribui reflexão não às estruturas sociais ou às regras institucionais e aos sistemas de especialistas, como faz a teoria da modernidade reflexiva, mas às categorias impensadas, que, para ele, precisam ser hermeneuticamente interpretadas. Scott Lash tem sua teoria baseada em Pierre Bourdieu. 
O conceito de habitus de Pierre Bourdieu falaria da reflexividade em termos de categorias impensadas oriundas de orientações, de predisposições nascidas de práticas compartilhadas. Já o conceito de campo do sociólogo francês forneceria a base para a compreensão do fenômeno das comunidades reflexivas.
Para Scott Lash, as comunidades da modernidade seriam profundamente diferentes das comunidades tradicionais por estarem fundamentadas nas estruturas de informação e comunicação. Por não estarem baseadas simplesmente nas estruturas sociais, as comunidades reflexivas seriam essencialmente mais culturais e dificilmente apresentariam componentes irracionais. As novas comunidades ofereceriam oportunidade de reflexividade ainda maiores porque se colocam a necessidade da compreensão das categorias impensadas, das significações compartilhadas, das práticas e significados existentes que seriam, para o sociólogo, as bases da comunidade. As novas comunidades envolveriam, portanto, uma reflexividade hermenêutica. 
Ao situar a reflexividade nas categorias impensadas oriundas de práticas compartilhadas, Scott Lash faz uma crítica à teoria da modernidade reflexiva. A crítica que Scott Lash faz à teoria da modernidade reflexiva é que, com sua ênfase unilateral na dimensão cognitiva ou conceitual, ela se misturaria à identidade que integra o processo de modernização simples. A abordagem de Anthony Giddens e Ulrich Beck, a partir da noção de risco, conceberia que o sujeito transcendental da modernidade teria dado origem a um sujeito do cálculo probabilístico. Scott Lash propõe uma abordagem que opere através da subsunção de um particular por um particular, que não derive a comunidade de um ator desincorporado, minimizador do custo e maximizador do benefício, mas de um self consistente com um envolvimento em nós, com as práticas compartilhadas. Portanto, para Lash, não seriam as regras institucionais ou as estruturas que estruturam o habitus. Este, ao contrário, seria contraposto às regras, na medida em que o habitus pressuporia um certo arremessar-se em uma rede de práticas e significados já existentes.
O autor sugere que uma possibilidade de significação na modernidade seja o domínio estético. Ele identifica a existência de uma reflexividade estética em que não somente os símbolos conceituais funcionam como condições estruturais de reflexividade na modernidade. Os símbolos estéticos também contribuiriam para isso, mas eles operariam não a partir de uma crítica do particular pelo universal, mas através da crítica da totalidade da alta modernidade através do particular, isto é, das condições sociais existentes. Segundo Scott Lash, atuando desta forma, eles abririam espaço para uma nova ética estetizada que propiciaria um retorno à diferença na identidade; que poderia ser compreendida em termos de etnicidade, e não por meio de um sujeito transcendental. Contudo, segundo Lash, a proposta da reflexividade estética seria incessantemente antifundacional e, por si mesma, não conduziria ao habitus e às práticas compartilhadas, mas somente a uma subjetividade estética abstrata. Pressuporia um individualismo radical, certamente não utilitário, mas estético, que dificilmente levaria, segundo Lash, à comunidade, mas somente a formas cada vez mais faustianas do eu estético. A teoria da reflexividade estética não daria conta de explicar a reflexividade na ordem social moderna que, para o autor, está situada na compreensão das suposições e pré-entendimentos compartilhados. 
Lash desenvolve uma teoria que reconheça nas práticas comunais o lugar a partir do qual o sujeito individual se desenvolve. Com a hermenêutica da recuperação ele se contrapõe às teses da individualização da reflexividade, tanto estética como cognitiva, e afirma que existe uma ética situada nas práticas comunais. A verdade hermenêutica estaria envolvida na revelação e na construção do intenso intercâmbio semântico compreendido nos relacionamentos.
Ao situar a reflexividade nas práticas compartilhadas, Scott Lash faz uma crítica à Giddens e Beck que colocam uma ênfase demasiada nas instituições. Segundo Lash, "Embora Beck seja, em princípio, absolutamente contrário à racionalidade instrumental e à tecnocracia dos sistemas de especialistas, esse foco mas instituições (alternativas e democráticas) carrega consigo uma grande confiança nas fontes competitivas de especialização e nos sitemas especialistas competitivos. Para Beck e Giddens, reflexividade envolve, digamos, a democracia representativa inserida nas novas instituições, com o público leigo votando em formas de especialização competitivas. Há pouco espaço nessa concepção para a democracia participatória da política leiga e dos movimentos sociais do cotidiano informal"(LASH, 1997: 238).

## A Reflexividade em Anthony Giddens
Conforme Anthony Giddens (1991), com o advento da modernidade, a reflexividade passa a se inserir na base de reprodução do sistema, onde pensamento e ação estão invariavelmente refratados entre si. Nestes termos, entende-se que as práticas sociais são constantemente examinadas e redefinidas à luz de novas informações sobre estas próprias práticas, alterando, assim, constitutivamente, seu caráter. Neste sentido, a modernidade não é marcada por uma busca constante pelo novo, mas, sim, pela suposição da reflexividade indiscriminada.
Quando os fundamentos da razão se propõem a substituir os da tradição, à primeira vista, a segurança e a certeza são as palavras de ordem. No entanto, não há relação direta entre conhecimento e certeza; em um mundo onde a reflexividade predomina, nenhum conhecimento é certo, todo conhecimento é revisado à luz de novas práticas. É possível dizer que a ideia de modernidade se opõe ao conceito de tradicional, mesmo que, em algumas situações, ambos possam estar entrelaçados. Em uma cultura tradicional, por exemplo, o passado é honrado e os símbolos, valorizados. “Ela é uma maneira de lidar com o tempo e o espaço, que insere qualquer atividade ou experiência particular dentro da continuidade do passado, presente e futuro (...)”. (GIDDENS, 1991. p.44). Por outro lado, é plausível afirmar que a tradição não é estática, já que a cada geração ela é reinventada. 
A tradição está envolvida com o controle do tempo. Conforme Giddens (1997), a tradição é uma orientação para o passado, de tal forma que o passado tem uma pesada influência sobre o presente. Em certo sentido, ela diz respeito ao futuro, pois as práticas estabelecidas são utilizadas como uma maneira de se organizar o tempo futuro. Além disso, a tradição também está ligada à “memória coletiva”, preservada através do ritual, o qual está vinculado ao que o autor denomina de “noção formular de verdade”. Ao contrário do costume, a tradição possui uma força de união que combina conteúdo moral e emocional. O ritual reforça a experiência cotidiana e refaz a liga que une a comunidade, mas ele tem esfera e linguagem próprias e uma “verdade em si”, isto é, uma “verdade formular”. Em outras palavras, a tradição não pode ser considerada inteiramente estática, porque, de forma reflexiva, ela é reinventada a cada geração. 
Uma das principais dimensões da globalização é a constituição dos Estados-nação, trata-se de um processo integrante da reflexividade moderna. O poder do Estado moderno está diretamente relacionado com a fragmentação da comunidade local. “A reflexividade institucional tornou-se o principal inimigo da tradição; o abandono dos contextos locais de ação aconteceu passo a passo com o crescente distanciamento no tempo e espaço (desincorporação).” (GIDDENS, 1997. p.115). Ou seja, a soberania do Estado depende do monitoramento constante e reflexivo de suas práticas. 
No período de modernidade reflexiva, há uma falsa tese de que o conhecimento sobre a vida social levaria a um maior controle sobre nossos destinos, provocar o que se poderia chamar de consequências inesperadas. O crescimento do conhecimento sobre a vida social não é suficiente para prever todas as circunstâncias de sua implementação. Por outro lado, o conhecimento não é apropriado de forma homogênea por todos os atores sociais, há o que se poderia chamar de “poder diferencial” para aqueles que possuem status social superior. Neste sentido, Giddens concorda com a visão de reflexividade em Scott Lash segundo o qual a liberdade crescente de alguns pode implicar opressão de tantos outros. Ou seja, a reflexividade pode ser emancipatória para alguns e excludente para tantos outros.

## Referência Bibliográfica
BECK, U. (1997). A reinvenção da política: rumo a uma teoria da modernização reflexiva. In: BECK,U.; GIDDENS, A.; Lash, S. (orgs). Modernização reflexiva. São Paulo: Editora da Unesp, cap.1, 11-68p.
GIDDENS, Anthony (1997). A vida em uma sociedade Pós-Tradicional. In: BECK, U.; GIDDENS, A. ; LASH, S. (orgs). Modernização Reflexiva: política, tradição e estética na ordem social moderna. São Paulo: Editora Unesp.
GIDDENS, Anthony(1991). As consequências da modernidade. São Paulo: Editora Unesp. 
LASH, S. (1997). A reflexividade e seus duplos: estrutura, estética, comunidade. In: BECK, U.;  GIDDENS, A. ;  LASH, S. (orgs). Modernização reflexiva: política, tradição e estética na ordem social moderna. São Paulo: Editora da Unesp.